# Маро (Среднее Шари)
Маро (фр. Maro) — небольшой город и супрефектура в Чаде, расположенный на территории региона Среднее Шари. Административный центр департамента Гранд-Сидо.

## Географическое положение
Город находится в южной части Чада, к северу от реки Гранд-Сидо (бассейн реки Шари), вблизи государственной границы с Центральноафриканской Республикой, на высоте 374 метров над уровнем моря.
Маро расположен на расстоянии приблизительно 566 километров к юго-востоку от столицы страны Нджамены.

## Население
По данным официальной переписи 2009 года численность населения Маро составляла 32 909 человек (16 176 мужчин и 16 733 женщины). Население супрефектуры по возрастному диапазону распределилось следующим образом: 50,9 % — жители младше 15 лет, 46,3 % — между 15 и 59 годами и 2,8 % — в возрасте 60 лет и старше.

## Транспорт
Ближайший аэропорт расположен в городе Сарх.